# Stadhouderskade 92
Stadhouderskade 92 is een woon/winkelhuis, dat gelegen is aan de Stadhouderskade, de zuidoever van de Singelgracht in Amsterdam-Zuid, De Pijp.
De oorspronkelijke indeling van Stadhouderskade 92 is souterrain, beletage, bovenverdieping en zolder. Later is die indeling aangepast aan het gebruik.
Het gebouw is een opvallende verschijning aan de Stadhouderskade. Het is donker van uiterlijk, bijna zwart. Voorts is geen baksteen te zien in de voorgevel; deze is geheel bepleisterd. Er zijn pilasters te zien met kapitelen. Op de pilasters en kapitelen van de eerste verdieping zijn daarbij voorzien van hoofden. Bij de oorspronkelijk versie was voorts het balkon nog voorzien van enige opstaande versieringen. Bovendien is het pand veel lager dan haar belendende panden - het lijkt alsof er een verdieping is vergeten.

In de loop der jaren heeft het gebouw te lijden gehad van verbouwingen die het uiterlijk niet altijd ten goede kwamen. De balkonversieringen zijn gesneuveld. In de jaren twintig of dertig is een gevelsteen boven de entree geplaatst, deze is na 1982 verwijderd. De laatste jaren van de 20e eeuw was op de begane grond een tapijthandel gevestigd en ook een bedrijf in allerlei vloeren. In 2015 opende een feel-good-winkel haar filiaal hier.Sinds december 2017 is op de begane grond een tandartspraktijk gevestigd: Tandartspraktijk Stadhouderskade. 
Voor het gebouw geldt dat het niet meer gewijzigd mag worden, alleen een nieuwe bestemming mag nog aangegeven worden. Het pand wordt van belang geacht voor de architectuur, maar is geen gemeentelijk of rijksmonument.

## Trivia
- Van 1925 tot 1943 woonde hier de familie van kunstenaar Martin Monnickendam, die het gebouw of delen daarvan vastgelegd heeft in zijn kunstwerken; hij maakte ook een ontwerp voor een van de plafonds[bron?], maar onduidelijk is of die schildering daadwerkelijk is aangebracht.
- In 1931 werkte ook zijn dochter Ruth in haar beroep als restaurateur van weefsels en borduurwerken hier.[bron?]
- In 1946 vestigde Selma Joles (1907-1963) zich hier, een arts gespecialiseerd in reumatische ziekten, die verbonden was aan Mageen David Adom Beholland (hulpinstantie voor Israël) en de Nederlandse Zionistenbond Amsterdam.[bron?]
- Het kantoor van het Nederlands Theater Centrum was hier enige tijd gevestigd[bron?]; in 1978 Hans Sleeswijk theaterproducties.[bron?]

Oost ·
160 ·
158 ·
157 ·
156 ·
155 ·
151-154 ·
149-150 ·
145-146 ·
142-144 ·
140-141 ·
137-139 ·
135-136 ·
130-134 ·
129 ·
128 ·
125-127 ·
123-124 ·
116-122 ·
115 ·
110-113 ·
100-101 ·
97 ·
95-96 ·
93-94 ·
92 ·
91 ·
89-90 ·
87-88 ·
86 ·
85 ·
84 ·
82-83 ·
78-79 ·
77 ·
Heineken Brouwerij ·
74 ·
72-73 ·
69-70 ·
68 ·
67 ·
65-66 ·
64 ·
62-63 ·
60-60a ·
58-59 ·
56-57 ·
Willemshuis ·
Van Nispenhuis ·
Kapel van Sint Josephs Gezellen-Vereeniging ·
54 ·
52-53 ·
47-49 ·
Carel Willinkplantsoen ·
Polderhuis ·
Ruysdaelkade 2-4 ·
Judith Leysterbrug ·
42 (Rijksmuseum) ·
40-41 ·
31-35 ·
30 ·
29 ·
Park Centraal Amsterdam ·
Stedemaagd (Vondelpark) ·
Byzantium ·
Koepelkerk ·
12 (Marriott) ·
Persilhuis ·
7 ·
5 ·
3 ·
1 ·
West